# Marcel Capron
Pour les articles homonymes, voir Capron.
Marcel Capron, né le 24 mars 1896 à Montereau-Fault-Yonne (Seine-et-Marne) et mort le 28 septembre 1982 à Fréjus (Var), est un homme politique français.

## Biographie
Issu d'une famille ouvrière, lui-même ouvrier tourneur, il adhère en 1912 au Syndicat des métaux. Habitant Alfortville, il est désigné en 1927 secrétaire du comité intersyndical d'Alfortville, Saint-Maurice, Charenton et responsable d'une section communiste de communes de l'est parisien (Alfortville, Créteil, Joinville-le-Pont).
Après le Congrès de Tours en 1920, la SFIO est à la tête de la municipalité d'Alfortville. En 1929, la section socialiste étant très peu active, la liste communiste menée par Capron est élue au second tour de l'élection municipale et il devient maire. Le conseil municipal est composé de communistes et de socialistes. En 1931, ces derniers démissionnent et le conseil municipal est entièrement communiste. Les élections de 1935 le confirment dans sa place de premier magistrat.
En 1932, il est candidat aux élections législatives dans la cinquième circonscription de Sceaux. Il est élu au second tour avec 41 % des inscrits. En 1936 il est réélu député. Parlementaire très actif, il dépose de nombreuses propositions de loi en faveur des ouvriers et des vieux travailleurs. Constructions d'HBM, d'écoles, assainissement du quartier de l'Île Saint-Pierre (anciens marécages), colonies de vacances sont à mettre à l'actif de la municipalité durant les deux mandats de Capron.

### Durant la Seconde Guerre mondiale
En septembre 1939, après la déclaration de guerre et l'approbation par le Parti communiste français (PCF) de la signature du pacte germano-soviétique, Édouard Daladier met hors la loi le parti. Sitôt le décret paru, le parti se transforme en Groupe ouvrier et paysan français. Capron y adhère d'emblée. Hostile au Pacte, Capron, à la suite de l'annonce de la désertion de Maurice Thorez et au départ de Jacques Duclos, donne sa démission. Il est emprisonné comme d'autres élus en octobre 1939 pendant une dizaine de jours. Suspendu de ses fonctions de maire le gouvernement de Vichy le rétablira dans son poste en mai 1941.
Le 8 décembre 1939, il fonde, avec d'autres députés démissionnaires du Parti communiste, un nouveau groupe parlementaire, l'Union populaire française. Il en est le secrétaire, le président en étant René Nicod.
En février 1940, il collabore à la rédaction d'une lettre « À tous les travailleurs, à l'opinion publique » dans laquelle est expliquée la rupture de plusieurs élus avec leur parti. Certains rompirent avec Capron lorsqu'il s'associa avec Marcel Gitton qui venait de créer en mars 1940 le Parti ouvrier et paysan français (POPF). En juillet de la même année, Capron mène campagne auprès des députés démissionnaires du PCF pour qu'ils accordent, comme lui-même le fait, les pleins pouvoirs à Philippe Pétain.
Après l'assassinat de Gitton en septembre 1941, Capron devient secrétaire général du POPF et il échappe à un attentat le 10 avril 1943. Peu de temps avant était publiée une « Deuxième lettre ouverte aux ouvriers communistes ». Il semble que plusieurs des signataires n'aient pas été consultés pour l'apposition de leur signature. Certains signataires furent assassinés : Fernand Valat le 25 août 1944, Camille Frey le 21 mars 1944.
Marcel Capron est arrêté le 12 septembre 1944 à Paris, emprisonné à Drancy, puis à la Santé. Il sort le 22 juillet 1946 et en avril 1948 la Chambre civique le condamne à la dégradation nationale à vie et à la confiscation de ses biens. Il bénéficiera de l'amnistie d'août 1953.

### Fonctions et mandats
- 1929-1944 : maire d'Alfortville
- 1932-1942 : député de la Seine

## Sources
- « Marcel Capron », dans le Dictionnaire des parlementaires français (1889-1940), sous la direction de Jean Jolly, PUF, 1960 [détail de l’édition]
- Jean Maitron, Claude Pennetier, notice « CAPRON Marcel », dans Le Maitron en ligne.